# مطبعة فايدون
مطبعة فايدون هي ناشر عالمي للكتب في الفن والعمارة والتصميم والأزياء والتصوير والثقافة الشعبية، بالإضافة إلى كتب الطبخ وكتب الأطفال وكتب السفر. يقع مقر الشركة في لندن ونيويورك، ولها مكاتب إضافية في باريس وبرلين. مع أكثر من 1500 عنوان مطبوع، تُباع كتب فايدون في أكثر من 100 دولة وتُطبع باللغات الإنجليزية والفرنسية والإسبانية والألمانية والإيطالية والماندراين وعشرات اللغات الأخرى. منذ تأسيسها في فيينا عام 1923، باع فايدون أكثر من 42 مليون كتاب حول العالم.

## وصلات خارجية
- الموقع الرسمي